# Каррерас, Луис
Луи́с Карре́рас Ферре́р (исп. Lluís Carreras Ferrer; род. 24 сентября 1972, Сан-Поль-де-Мар, Каталония) — испанский футболист и футбольный тренер.

## Карьера игрока
Дебют Каррераса в качестве футболиста состоялся в составе клуба «Барселона B» 4 апреля 1993 года в домашнем матче против футбольного клуба «Логроньес».
С 1993 по 1996 год футболист играл в «Барселоне» и в то же время выступал на правах аренды в клубах «Реал Овьедо» и «Расинг».
В 1996—2001 годах Каррерас играл за клуб «Мальорка», совершив почти 100 выходов на поле.
В 2001 защитник перешёл в «Атлетико Мадрид», а в 2003 году вошёл в состав футбольного клуба «Реал Мурсия» и провёл с ним один сезон.
В период с 2004 по 2007 год Луис выступал за клуб «Алавес». В этом клубе и завершилась его футбольная карьера после столкновения с Дмитрием Питерманом — владельцем, председателем и тренером клуба в одном лице.

## Карьера тренера
Когда в 2009 году поменялось руководство «Алавеса», Каррерас вернулся в клуб, но уже в качестве тренера.
В 2010 году Луис Каррерас был назначен тренером футбольного клуба «Сабадель». В первом сезоне Каррерас вывел команду во второй дивизион.